# 259387 Atauta
259387 Atauta este un asteroid din centura principală de asteroizi.

## Descriere
259387 Atauta este un asteroid din centura principală de asteroizi. A fost descoperit pe 25 mai 2003 la Sierra Nevada de Alfredo Sota. Asteroidul prezintă o orbită caracterizată de o semiaxă mare de 2,74 ua, o excentricitate de 0,17 și o înclinație de 4,5° în raport cu ecliptica.